# Xã Washington, Quận Wayne, Iowa
Xã Washington (tiếng Anh: Washington Township) là một xã thuộc quận Wayne, tiểu bang Iowa, Hoa Kỳ. Năm 2010, dân số của xã này là 232 người.